# Monasterio de Valvanera
El monasterio de Nuestra Señora de Valvanera es una abadía benedictina situada a las faldas de los Montes Mori y Redonda, en la sierra de la Demanda, perteneciente al municipio de Anguiano, en La Rioja (España). La abadía se halla en el valle del mismo nombre, a algo más de 1000 m sobre el nivel del mar, rodeado de espesos bosques de frondosas, y entre las cimas de los montes Pancrudos, La Rioja, Gomare y de San Lorenzo. 
El monasterio acoge la advocación mariana de la Virgen de Valvanera, patrona de la comunidad autónoma de La Rioja, siendo por tanto un punto importante de peregrinaje para creyentes y de obligada visita para turistas en la región.
Actualmente está regido por cuatro monjes del Instituto del Verbo Encarnado.

## Toponimia
El nombre de Valvanera parece derivar de la expresión latina "Vallis Venaria" que significaría 'Valle de las Venas de agua' aunque también se cree que podría tener otros significados, como el de 'valle de la caza' o 'valle de Venus' (haciendo referencia a un antiguo culto en los montes cercanos) en latín serían los topónimos de "Vallisvenarie", "Valvenerense", "Vallevenerense" y "Valvenere".

## Aparición y fundación

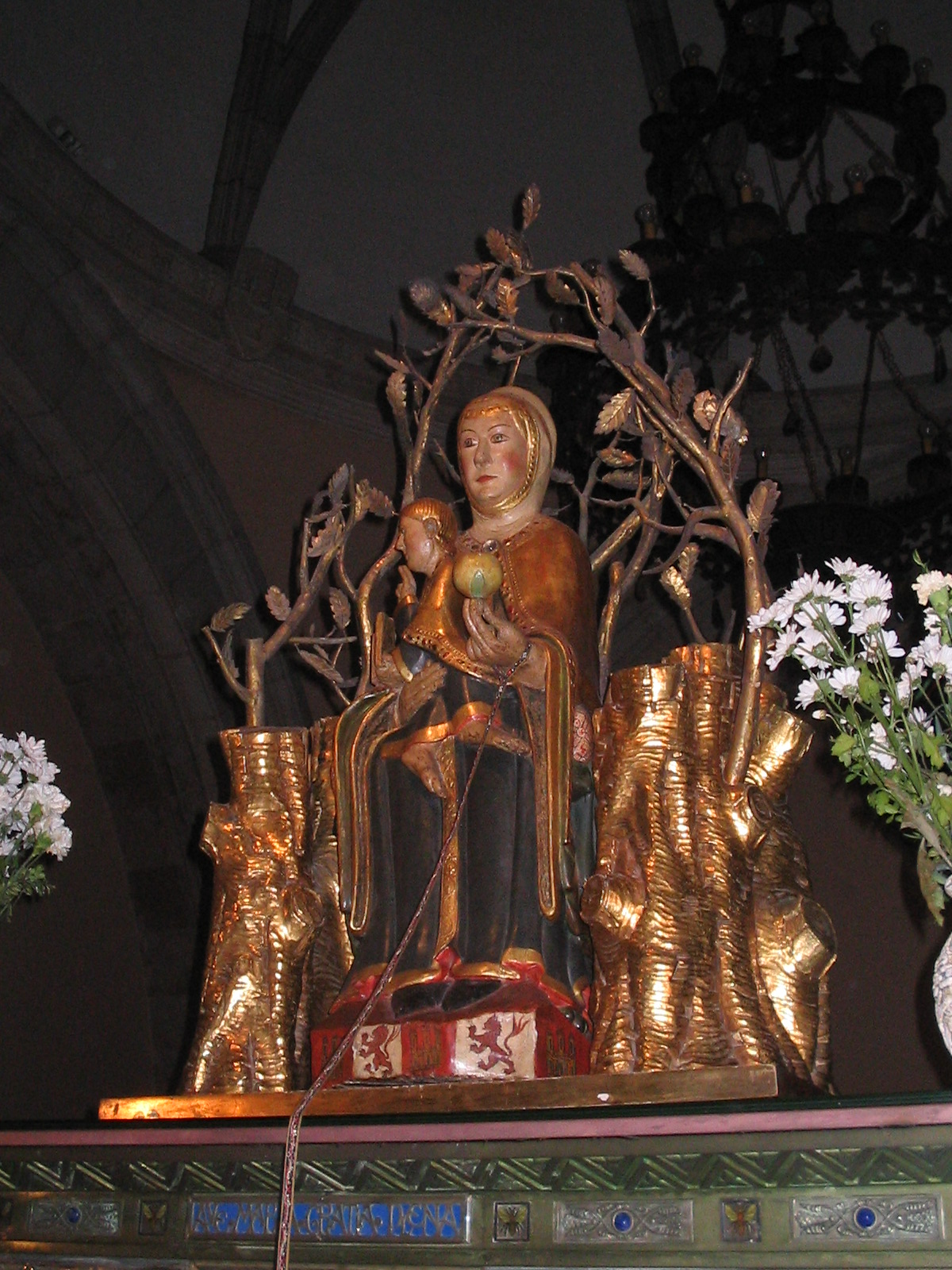
Virgen de Valvanera

La aparición de la imagen está relatada en la Historia Latina, escrita en 1419 por Rodrigo de Castroviejo (Abad de Valvanera), como traducción de un texto en latín del siglo XII d. C. escrito probablemente por Gonzalo de Berceo. Cuenta que el ladrón Nuño Oñez, un "hombre de vida licenciosa y dedicado al pillaje que, tras arrepentirse milagrosamente de su vida anterior, se retiró a la cueva de Trómbalos, en Anguiano", oyendo el rezo de la que iba a ser su víctima, se arrepintió de sus crímenes, encomendándose a la Virgen María para que le ayude a cambiar su vida. Un día durante sus oraciones se le apareció un ángel, indicándole que fuera al valle de Valvanera en busca de un roble que sobresaliese de los demás, de cuyo pie brotaba una fuente y que contenía varios enjambres de abejas, donde encontraría una imagen de la Virgen María. Acudió a dicho lugar con el clérigo Domingo de Brieva encontrando la imagen. Entre los dos trasladarían la imagen a a una cueva próxima situada en un peñasco, dónde construirían el primer eremitorio, que se situaría en la actual ermita neoclásica del Santo Cristo para dar culto a la Virgen,  en el último tercio del siglo IX d. C.
Con este hallazgo se daría origen al Monasterio de Valvanera, ya que en torno a la imagen se reunirían un grupo de ermitaños que con el tiempo fueron adoptando una vida regular inspirada en la Regla de San Benito..

## Historia

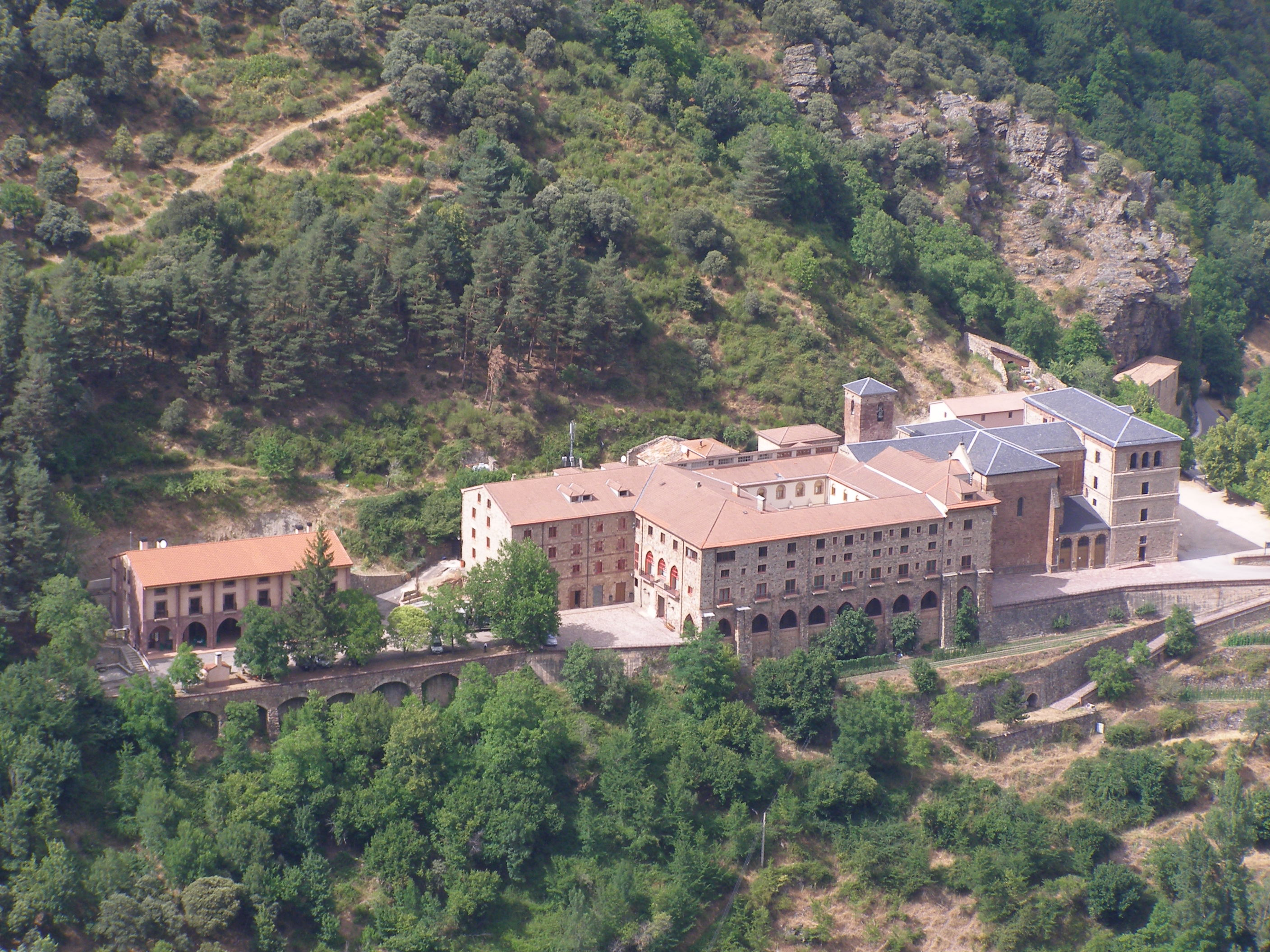
Vista general del monasterio

El primer abad del monasterio fue Don Sancho, a partir del año 990, aunque el primer documento en el que aparece Valvanera, pertenece a un acuerdo en el año 1016 entre Sancho Garcés el Mayor y su suegro Sancho García, donde fijaban los límites de sus respectivos reinos.
Se conserva el texto manuscrito de la regla benedictina llamado "Esmaragdo", fechado en el año 954 (actual 992) con una nota en la que dice que fue escrito para Valvanera. En el escritorio del monasterio de Valvanera se elaboraron multitud de obras desde la Edad Media. Una de ellas es el Compendio historial de la provincia de la Rioja del año 1701, cuyo autor es el fraile Mateo de Anguiano.
El milenario monasterio estuvo abandonado a causa de la exclaustración de Mendizábal entre 1835 y 1883. El agustino Toribio Minguella tiene un lugar destacado en la restauración. Inicia, con los frailes del monasterio de San Millán de Yuso, una campaña de predicaciones por toda La Rioja promoviendo la vuelta de la imagen y avivando la devoción a la advocación de la Virgen de Valvanera. Tiburcio Lanas animado por sus palabras inicia la reconstrucción de las ruinas del edificio, tarea en la que es ayudado más tarde por otros voluntarios. Al final de sus días escribió el libro Historia de Valvanera. A iniciativa suya, un grupo de monjes del Monasterio de Montserrat se instaló en Valvanera en octubre de 1883 y reinició la vida monástica, como priorato de la abadía montserratina. Desde entonces, los benedictinos han vivido en Valvanera ininterrumpidamente.
En 1954 envía doce monjes al monasterio madrileño de El Paular para reactivar la presencia monástica, abandonada desde la desamortización de Mendizábal.
Los edificios más antiguos conservados hoy en día, son la torre románica y la iglesia. Actualmente junto al monasterio existe una hospedería. Si bien había alrededor de una decena de benedictinos, a finales de 2017 se anunció que se agregarían tres monjes del Instituto del Verbo Encarnado procedentes del monasterio de dicha orden en Barbastro.
En 2018, la comunidad benedictina abandonó el monasterio tras diez siglos de servicio, dejando su gestión en manos del IVE, aunque manteniendo su propiedad.
Finalmente, el 14 de julio de 2021 la Orden Benedictina decide donar el monasterio a la diócesis de Calahorra y La Calzada-Logroño, aunque que se mantiene al frente de su gestión el IVE, como lleva realizando desde 2018.

## Arte y arquitectura

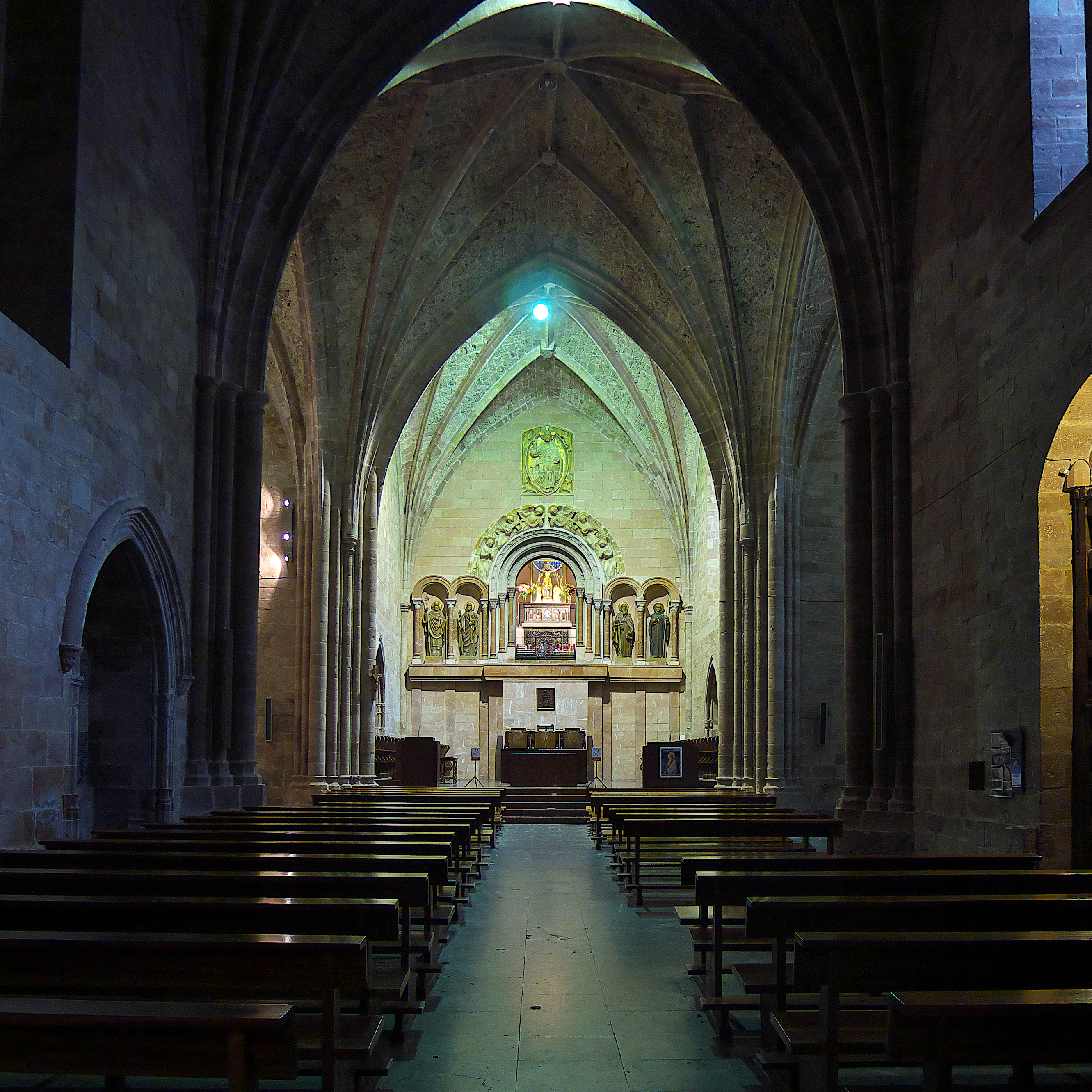
Nave central de la iglesia

### La iglesia
La primera iglesia visigótica se construiría en el siglo X con la llegada de los primeros ermitaños, esta sería sucedida por otra prerrománica consagrada en el 1073 por el obispo Fortunio, siendo rey Sancho Garcés IV de Navarra. Tras esta se construyó una iglesia románica consagrada por Rodrigo, Obispo de Calahorra el 16 de septiembre de 1183.
La actual es del gótico tardío, de finales del siglo XIV, es de una sola nave con forma de cruz y en ella se venera a la Virgen de Valvanera, patrona de La Rioja.

### Camarín de la Virgen
El edificio de la cabecera de la iglesia, dónde se sitúa el camarín de la virgen, se construyó en 1630 por orden del abad Mauro de Olavarrieta. Este edificio se construyó sobre el antiguo ábside gótico, para albergar el panteón, la sacristía y el camarín. El edificio está compuesto por tres cuerpos, dos torres laterales y un paño central, divididos en tres pisos y una galería superior. En el cuerpo central se sitúa una hornacina para la imagen de la virgen, y el resto es una composición clasicista de ventanas. No tiene acceso exterior, puesto que se concibió como telón de fondo del edificio. Ha sido muy modificado interiormente en los años 50 y 60 del siglo XX.

### Monasterio

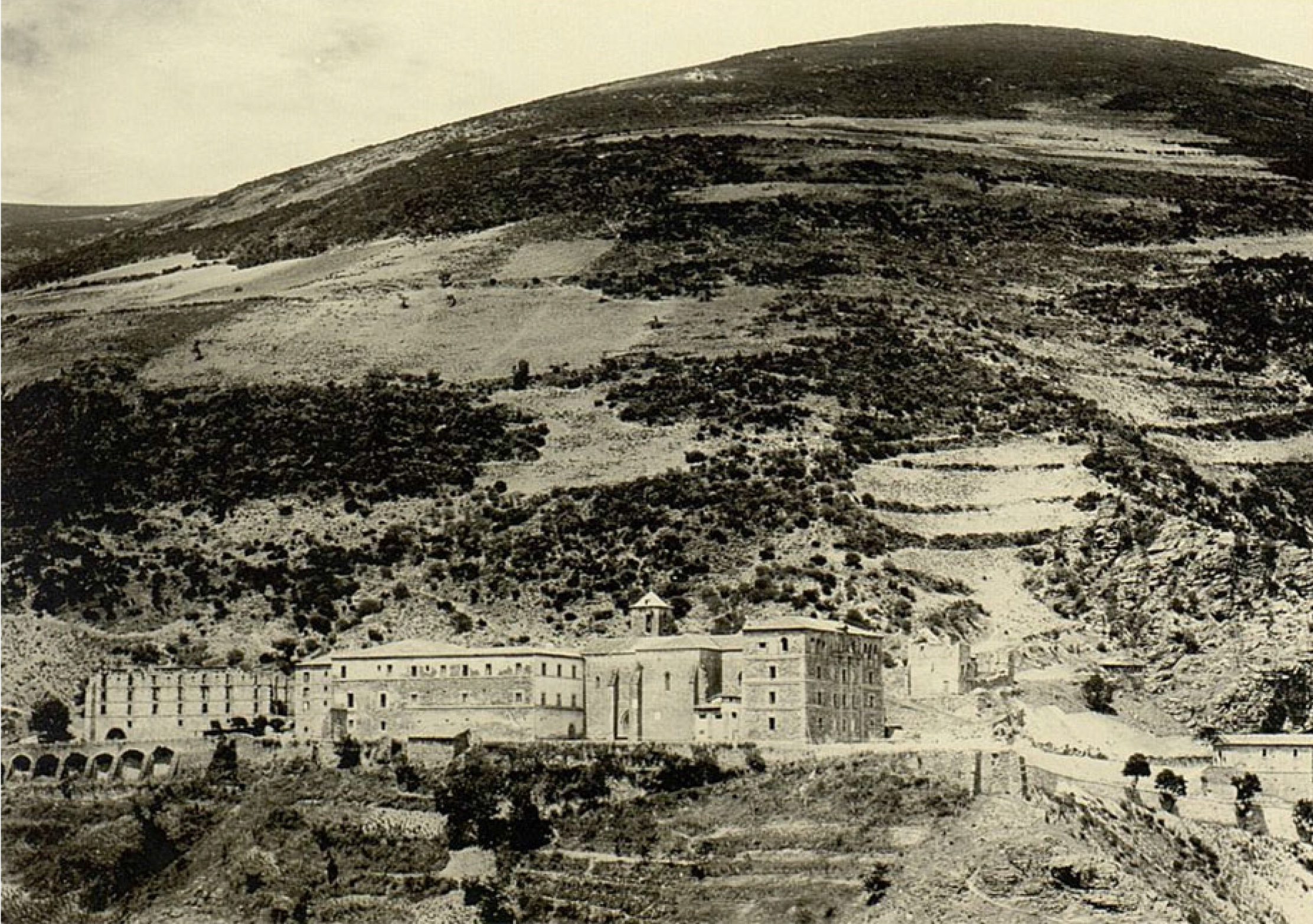
Monasterio de Valvanera desde el monte Umbría en 1915.

Durante todo el siglo XVI se realizaron numerosas reformas sobre el edificio del claustro, aumentando las diferentes pandas, y construyendo una cámara abacial, las escaleras de acceso, la biblioteca, el refectorio, nuevas celdas, entre otras muchas reformas. Incluso se reconstruyeron por completo las cubiertas, siendo uno de los periodos de mayor actividad arquitectónica del monasterio.
Ya en el siglo XVII, se construyeron la nueva portería, las nuevas cocinas (la Cocina Santa o Cocina de San Atanasio), y uno de los elementos más característicos del monasterio, la galería porticada de la fachada sur. Esta galería contaba con 5 arcos al Sur y 3 al Oeste, generando una gran entrada protegida al monasterio, ya que el acceso a este se realizaba por su cara Oeste, no como actualmente que ser realiza por el Este. Los arcos originales estaban fechados en 1640, y eran neoclásicos de medio punto. El último de los arcos originales se derribó en 1949, para dar lugar a los actuales apuntados.
La portada de la fachada sur, y actual acceso a la hospedería, se realizó en la reforma de 1763, siendo de estilo neoclásico. Está construida con piedra toba roja, por dos pilastras toscanas y rematada por entablamento y frontón recto. Esta fachada se derribó y se volvió a construir en 1949, recolocando dicha portada.

### Hospedería de San Benito y Santa Escolástica
La hospedería del monasterio fue dedicada al fundador de la Orden benedictina y a su hermana melliza, Santa Escolástica. El edificio comenzó sus obras en 1618 por orden del abad Miguel Amel, con el objetivo de servir de hospedaje a los peregrinos y de proporcionar más celdas para los monjes y criados, ya que, a principios de siglo XVI, como reza Gregorio Bravo de Sotomayor "habitaban en el 28 monjes, 20 donados y más de 50 criados". Esta hospedería se construyó junto al edificio monacal, apoyado sobre el ala oeste del claustro. En aquel momento el monasterio no contaba con suficientes recursos por lo que la obra se demoraba, hasta que en 1641 el Conde de Lodosa, Mateo Hurtado de Mendoza, dona 20.000 reales para la construcción del edificio con la condición de que este sirva de residencia a su familia, a cambio de una limosna perpetua. No se debió realizar el pago de limosna, puesto que la residencia pasa a ser hospedería años después.
El edificio fue reformado en 1763 tras derribarse las fachadas sur y oeste para unificarlas ornamentalmente con la nueva hospedería de los franceses. La nueva fachada diseñada por los maestros Domingo de Arefita y Manuel de Mariategui, se realizó mediante una composición de estilo clasicista, compuesta por una sucesión de balcones y ventanas intercaladas, y separando las plantas por impostas de piedra. Además se realizó la nueva portada de entrada a la hospedería. 
En la reforma de 1949 se vació el interior del edificio manteniendo las fachadas exteriores y algunos muros internos, pero realizando una estructura interior completamente nueva.

### Hospedería delos franceses
La primera hospedería de los franceses se construyó en 1677 por el abad Benito Rodríguez, como ampliación de la de San Benito por la necesidad de dar cobijo a tantos peregrinos. En el año 1763, el abad Atanasio Padín, reconstruye la hospedería existente en el extremo occidental del monasterio, que se encontraba en muy malas condiciones. Para ello manda derribar el edificio existente y las fachadas sur y oeste de la hospedería de San Benito y Santa Escolástica, y así poder unir ambos edificios por una plaza porticada y dar uniformidad a ambas fachadas. También ordena levantar una muralla de contención desde la esquina oeste del edificio conventual hasta sobrepasar la fachada de la nueva hospedería, que aún hoy se mantiene.
Este edificio disponía de una planta baja y tres alturas, construidas en sillería piedra de toba, de gran sobriedad y marcada horizontalidad mediante líneas de imposta, con un gran arco en su extremo oeste llamado Arco del Pilón dónde se situaba una gran fuente, ya existente en el edificio anterior. La fachada sur y principal, ya que abría a la plaza de llegada de los peregrinos, no contaba con ninguna entrada, realizándose el ingreso desde los soportales de la fachada este o desde la hospedería de San Benito.
El nombre del edificio alude al incendio que provocaron los soldados franceses durante la Guerra de la Independencia en dicho edificio durante el ataque que sufrió en monasterio en 1809. Dicho incendio arrasó el edificio, dejándolo en completa ruina, de la que nunca se recuperó. En la reforma realizada en 1949 se derribó lo que quedaba del edificio original. Actualmente, aún puede verse el arranque de uno de los arcos de los soportales que había entre ambas hospederías en la esquina de la hospedería de San Benito. En el año 2008, se realizó sobre el solar de esta hospedería un nuevo edificio para ampliar los servicios de hospedería y restauración del monasterio, pero de menores dimensiones que el edificado en 1763.

### Ermita del Santo Cristo
Fue construida en 1782 sobre el primer ermitorio que construyeron Nuño y Domingo de Brieva. Es de estilo neoclásico, de una sola nave, con un soportal de entrada con tres arcos y un frontispicio.

## Festividad
Anualmente se celebra en el Monasterio la festividad de la Patrona Nuestra Sra. de Valvanera y de la diócesis, que recae en el segundo domingo de mes y más cercano al día 8 de septiembre (festividad del nacimiento de la Virgen María).
Ese día se realiza una gran romería por fieles de toda La Rioja hasta el monasterio, dónde se celebra una eucaristía y una procesión por las inmediaciones del monasterio. La procesión la realizan los miembros del Capítulo de Caballeros de Valvanera portando la imagen de la virgen, junto a los monjes del monasterio y la curia de la diócesis.
Posteriormente se realiza una comida popular por todos los romeros, por las inmediaciones del monasterio, por los diferentes merenderos del valle de Valvanera o en la propia hospedería. Por la tarde se celebran las vísperas de la Virgen.

## Marchas y romerías

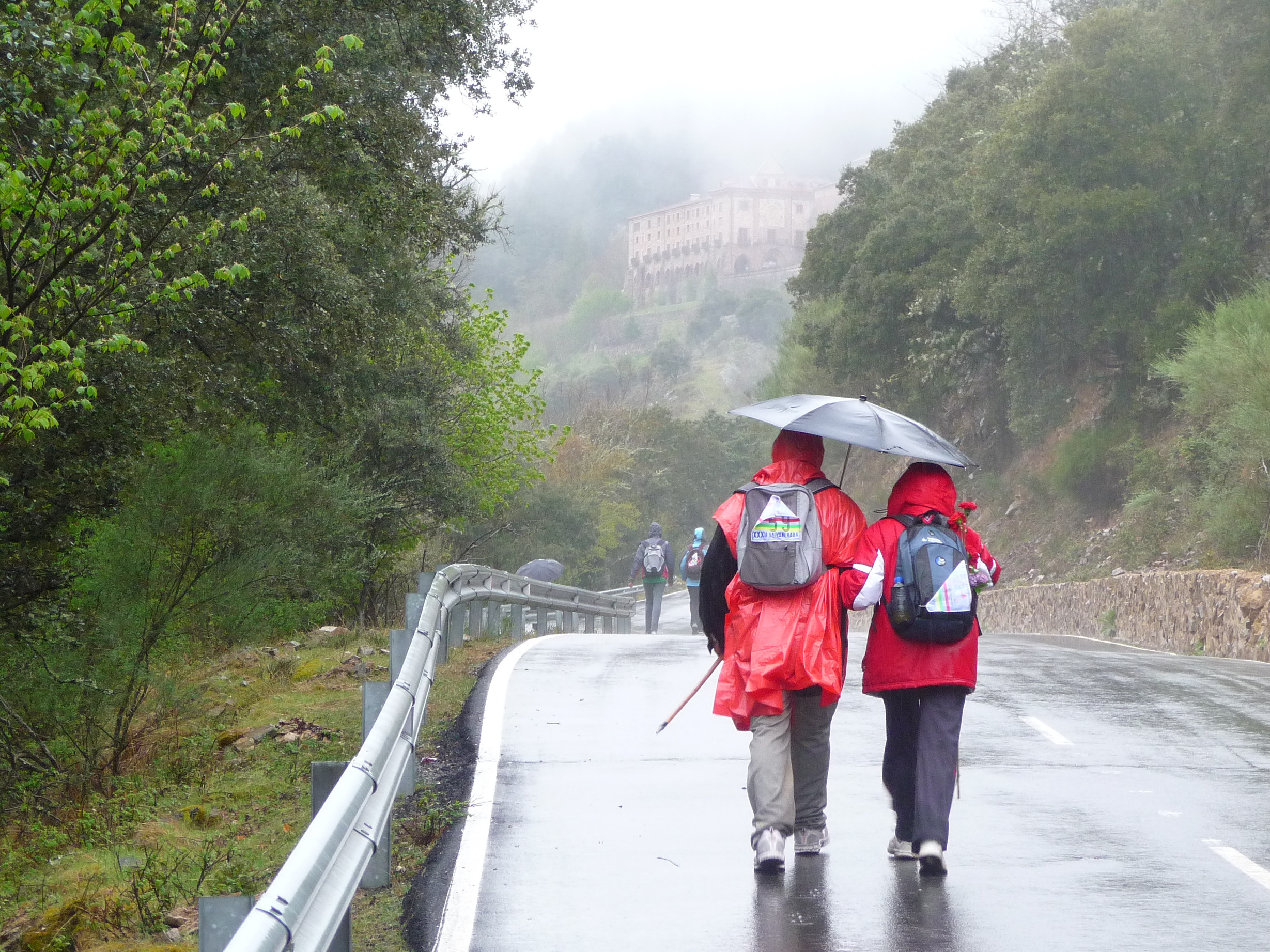
Personas llegando al monasterio durante la Valvanerada de 2009.

Son varias las localidades riojanas que durante sus fiestas realizan romerías al monasterio, por ejemplo Tobía. También acuden romerías de distintas comunidades que veneran la devoción de Valvanera, al igual que la afluencia de grupos turísticos que acuden constantemente provenientes de diversos puntos de España.
Anualmente, el último sábado de abril se realiza una marcha nocturna a pie de 63,2 km que parte de Logroño hacia el monasterio, conocida como la Valvanerada, contando con una gran participación. Con esta marcha se inicia la temporada de romerías de diversas poblaciones de La Rioja que peregrinan sobre todo los fines de semana para rendir culto a la venerada imagen mariana.
También anualmente desde Arnedo parte una marcha a pie durante cuatro jornadas a través de montes y caminos hasta el monasterio de Valvanera organizada por el grupo Scout Vallaroso. Son cuatro jornadas de convivencia entre los participantes que integran la marcha, que acuden a realizar esta marcha desde múltiples rincones de la península.

## Curiosidades
El hermano Cipriano Ávila recopilaba desde 1978 los datos meteorológicos del monasterio como colaborador de la Agencia Estatal de Meteorología, por lo cual ha sido homenajeado.
Destaca el entorno lleno de paz y tranquilidad que reflejan los bosques poblados de robles, hayas y encinas; arroyos y el río Valvanera que corre al lado del monasterio. Propicio para el retiro y pasar días de sosiego en un entorno espiritual. Hay pistas para la práctica de senderismo. En los exteriores del monasterio se rodaron algunas escenas de la película La voz de su amo (2000), de Emilio Martínez-Lázaro.
En la ciudad de El Tocuyo, Estado Lara, Venezuela, se encuentra la capilla la Valvanera, donde se venera una tablilla donde está reflejada la imagen de la Virgen y el Niño Jesús con sus característicos piececitos hacia la izquierda.